# 부령로
부령로(Buryeong-ro)는 전북특별자치도 부안군 부안읍 선은삼거리에서 부안군 백산면까지 연결하는 도로이다.

## 연혁
- 2010년 1월 11일 : 전북특별자치도 부안군 부안읍 선은리 ~ 부안군 백산면 오곡리 9.954km 구간 개통

## 주요 경유지
전북특별자치도
- 부안군 (부안읍 . 동진면 . 백산면)

## 노선
| 이름                      | 접속 노선                           | 소재지 | 소재지 | 비고< |
| ------------------------- | ----------------------------------- | ------ | ------ | ----- |
| 선은삼거리                | 지방도 제705호선 (번영로) 선은로    | 부안군 | 부안읍 |       |
| 고마제삼거리              | 국도 제30호선 (고마재로) 고마제윗길 | 부안군 | 동진면 |       |
| (교차로 이름 미상)        | 국도 제30호선 (변산바다로) 구파길   | 부안군 | 동진면 |       |
| 하정교차로                | 순환남로                            | 부안군 | 동진면 |       |
| 금판교                    |                                     | 부안군 | 동진면 |       |
| 부안나늘목                | 서해안고속도로                      | 부안군 | 동진면 |       |
| 팔왕삼거리                | 덕신로                              | 부안군 | 동진면 |       |
| 팔왕교                    |                                     | 부안군 | 동진면 |       |
|                           | 백산면                              | 부안군 |        |       |
| 백산삼거리                | 백산로                              | 부안군 |        |       |
| 백산교차로                | 국도 제30호선 (하원로)              | 부안군 |        |       |
| 거룡교                    |                                     | 부안군 |        |       |
| 평교교차로                | 지방도 제705호선 (지운로)           | 부안군 |        |       |
| 부안 ~ 정읍간 도로와 직결 |                                     |        |        |       |

## 주요 시설및 건물
- GS칼텍스혜성주유소 (부령로 2/선은리 167-1)
- S-OIL부안LPG충전소 (부령로 13/선은리 123-20)
- 하나약국 (부령로 29/선은리 48-5)
- 혜성병원 (부령로 33/선은리 55)
- 혜성장례식장 (부령로 37/선은리 47-3)
- GS칼텍스세계주유소 (부령로 71/내기리 342-7)
- 타이어뱅크 부안점 (부령로 84/신운리 41-1)
- 팔왕경로당 (부령로 381/하장리 80-16)
- 부안동부교회 (부령로 391/하장리 74-4)